# Wild Orchid II: Two Shades of Blue
Wild Orchid II: Two Shades of Blue (en español - Orquídea Salvaje II: Dos Sombras de Azul) es una película estadounidense de 1991 dirigida y escrita por Zalman King y protagonizada por Nina Siemaszko. Es la secuela de la película Wild Orchid de 1990 también dirigida por King.

## Sinopsis
Una joven llamada Blue debe encontrar la forma de sostenerse económicamente luego de la muerte de su padre. Elle, dueña de un burdel, la invita a hacer parte de su negocio. Blue luego trata de abandonar la prostitución, pero Elle se empeña en detenerla a toda costa.

## Reparto
- Nina Siemaszko - Blue McDonald
- Wendy Hughes - Elle
- Tom Skerritt - Ham McDonald
- Robert Davi - Sully
- Brent David Fraser - Joshua Winslow
- Christopher McDonald - Senador Dixon
- Joe Dallesandro - Jules
- Casey Sander - Capitán Edwards
- Stafford Morgan - Coronel Winslow
- Don Bloomfield - J.J. Clark
- Liane Curtis - Mona
- Bridgit Ryan - Ruth
- Lydie Denier - Dominique
- Gloria Reuben - Celeste
- Victoria Mahoney - Mary
- Kathy Hartsell - Cathy
- Lynn Gendron - Del
- Frank Cavestani - Hombre de negocios
- Monica Ekblad - Ida